# Rosice (powiat Chrudim)
Rosice – gmina w Czechach, w powiecie Chrudim, w kraju pardubickim. Według danych z dnia 1 stycznia 2014 liczyła 1 377 mieszkańców.